# Twilight Guardians
Twilight Guardians est un groupe de power metal finlandais, originaire de Salo. Formé en 1996, le groupe compte un total de quatre albums à son actif, Ghost Reborn, étant le plus célèbre. Twilight Guardians se sépare en 2008.

## Biographie
Twilight Guardians est formé en 1996 à Salo. Le groupe commence l'enregistrement en 1999 de son premier album, Tales of the Brave, qui sera publié en janvier 2001.  En 2004, le groupe publie son deuxième album, Wasteland.
Deux ans plus tard, en 2006, sort leur troisième album, Sin Trade. Leur reprise de la chanson La Isla Bonita de Madonna est diffusée à plusieurs reprises sur les chaines télévisées finlandaises. La Isla Bonita figure sur l'album. Le 25 août 2007, le groupe révèle plus de détails sur son futur album à venir. Le quatrième album du groupe, Ghost Reborn, est publié le 7 novembre 2007 au label Spinefarm Records. D'après un communiqué, l'album « incorpore des éléments néoclassiques et des hymnes puissants. » Un clip de la chanson The Game est tourné et publié en novembre.
En juillet 2008, Twilight Guardians annonce sa séparation officielle qui prendra effet le 29 août 2008. Ils joueront quelques dates de concerts avant de se séparer.

## Style musical
VS-Webzine compare le deuxième album du groupe, Wasteland, à Sonata Arctica : « Le son est pratiquement le même, les rythmes rapides sont des copies quasi conformes, le chanteur a parfois les mêmes intonations... »

## Discographie
- 2000 : Tales of the Brave
- 2004 : Wasteland
- 2006 : Sin Trade
- 2007 : Ghost Reborn

## Membres

### Derniers membres
- Mikko Tång – basse (?-2008)[1]
- Vesa Virtanen – basse (1996-?), chant (1998-2008)[1]
- Henri Suominen – batterie (1996-2008)[1]
- Carl-Johan Gustafsson – guitare (1996-2008)[1]
- Jari Pailamo – claviers (2003-2008)[1]

### Anciens membres
- Tomi Holopainen – basse[1]
- Antti Valtamo – claviers (1996-2002)[1]
- Jan Ståhlström - chant (1996-1998)[1]